# Дорофєєва Аліна Анатоліївна
Аліна Анатоліївна Дорофєєва (рос. Алина Анатольевна Дорофеева; нар. 31 серпня 1998, Красноярськ, Росія) — російська та азербайджанська футболістка, захисниця російського клубу «Єнісей» та національної збірної Азербайджану.

## Життєпис
Розпочала займатися футболом в красноярської ДЮСШ № 2, перший тренер — Микола Непомнящий. З початку 2010-их років тренувалася в дитячій команді ЖФК «Єнісей». Ставала призером регіональних турнірів, визнавалася їх найкращим гравцем.
З 2014 року виступала за дорослу команду «Єнісея». Ставала переможницею (2014) та срібним призером (2015, 2016) першого дивізіону Росії. З 2017 року разом зі своїм клубом виступає у вищому дивізіоні. Дебютний матч на вищому рівні зіграла 18 квітня 2017 проти «Росіянки». Автором свого першого голу у вищій лізі стала 11 квітня 2019 року в матчі з «Чертаново».
У 2015 році викликалася в юнацьку (WU-17) збірну Росії, зіграла 3 матчі у відбірному турнірі дівочого чемпіонату Європи.
У 2019 прийняла громадянство Азербайджану і стала грати за збірну країни. В офіційних матчах дебютувала 4 жовтня 2019 року в відбірковому поєдинку чемпіонату Європи 2021 проти Іспанії, а першим голом відзначилася 10 листопада 2019 року в ворота Молдови.